# بارتولومي رويز غونزاليس
بارتولومي رويز غونزاليس (بالإسبانية: Bartolomé Ruiz González)‏ هو عالم آثار ومؤرخ إسباني، ولد في 1954 في كاسابيرميخا في إسبانيا.